# Katholieke Kerk in Grenada

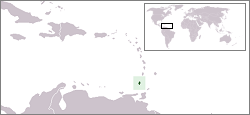
Grenada

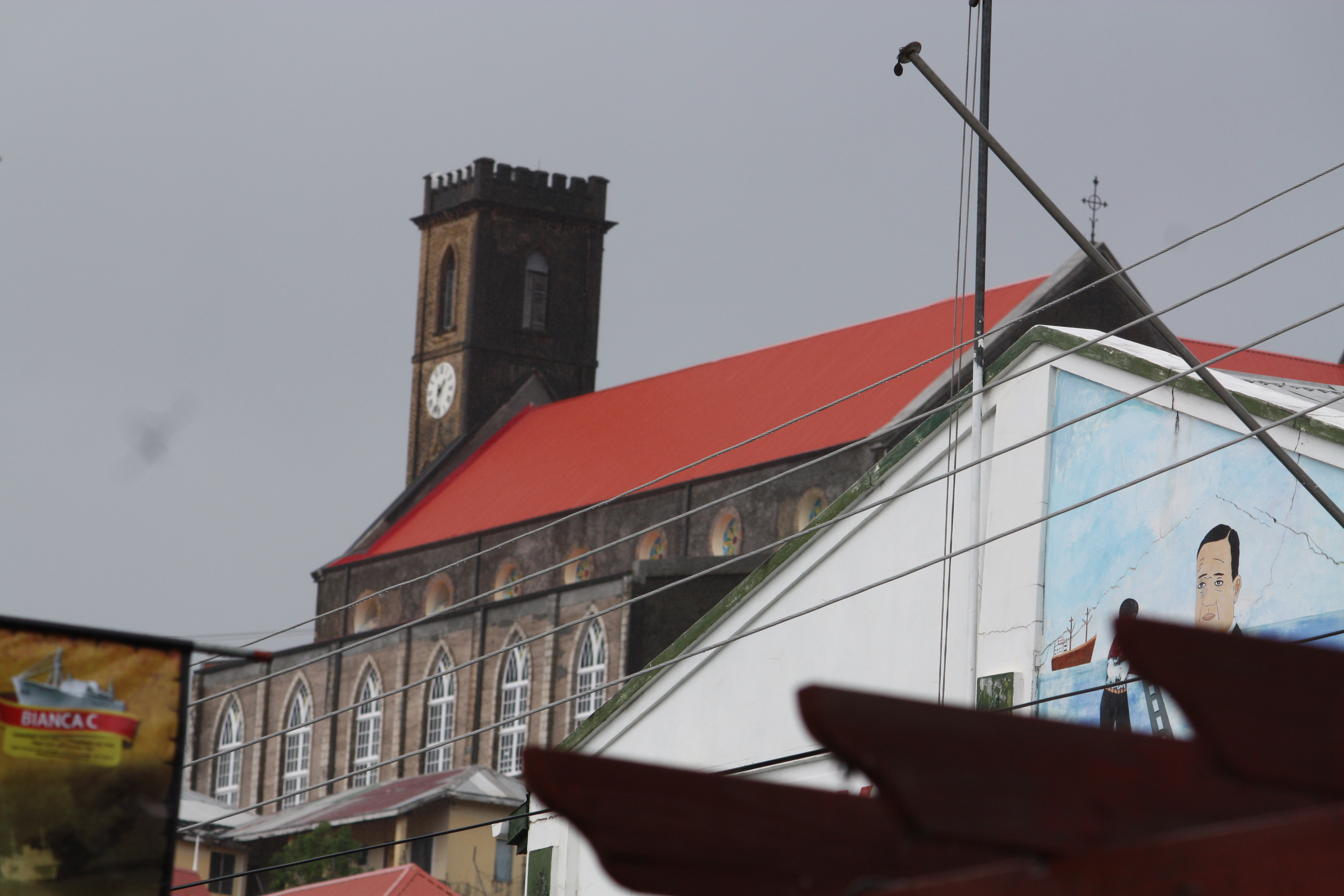
Kathedraal van St. George’s

De Katholieke Kerk in Grenada is een onderdeel van de wereldwijde Katholieke Kerk, onder het geestelijk leiderschap van de paus en de curie in Rome.
In 2005 waren er in Grenada ongeveer 56.000 (54%) katholieken. Het land bestaat uit een enkel bisdom, het bisdom Saint George’s in Grenada, dat deel uitmaakt van de kerkprovincie Castries op Saint Lucia. Bisschop van Saint George’s in Grenada is Vincent Matthew Darius. Men is lid van de bisschoppenconferentie van de Antillen, president van de bisschoppenconferentie is Patrick Christopher Pinder, aartsbisschop van Nassau (Bahama's). Verder is men lid van de Consejo Episcopal Latinoamericano.
Apostolisch nuntius voor Grenada is aartsbisschop Santiago De Wit Guzmán, die tevens apostolisch nuntius is voor Antigua en Barbuda, de Bahama's, Barbados, Belize, Dominica, Guyana, Jamaica, Saint Kitts en Nevis, Saint Lucia, Saint Vincent en de Grenadines, Suriname en Trinidad en Tobago en apostolisch gedelegeerde voor de Antillen.

## Indeling
- Aartsbisdom Castries (Saint Lucia)
  - Bisdom Saint George’s in Grenada

## Nuntius
- Apostolisch pro-nuntius 
  - Aartsbisschop Manuel Monteiro de Castro (16 februari 1985 - 21 augustus 1990, later kardinaal)
  - Aartsbisschop Eugenio Sbarbaro (7 februari 1991 - 26 april 2000)
- Apostolisch nuntius 
  - Aartsbisschop Emil Paul Tscherrig (8 juli 2000 - 22 mei 2004)
  - Aartsbisschop Thomas Edward Gullickson (20 december 2004 - 21 mei 2011)
  - Aartsbisschop Nicola Girasoli (29 oktober 2011 - 16 juni 2017)
  - Aartsbisschop Fortunatus Nwachukwu (27 februari 2018 - 17 december 2021)
  - Aartsbisschop Santiago De Wit Guzmán (sinds 30 juli 2022)